# Missa Papae Marcelli
La Missa Papae Marcelli (Missa del Papa Marcel) és una missa de Giovanni Pierluigi da Palestrina. És la seva obra més coneguda i la que més s'interpreta. Va ser interpretada en les misses de la coronació papal fins a Pau VI, l'any 1963.

## Estil
La Missa Papae Marcelli consta, com en la majoria de les misses del Renaixement, de Kyrie, Gloria, Credo, Sanctus/Benedictus, i Agnus Dei, tot i que la tercera part del Agnus Dei és un moviment separat (designat "Agnus II"). La missa és original i no es basa en cap cantus firmus o paròdia. Potser per això, temàticament, la missa no és tan compatible amb altres misses de Palestrina basades en models.
És fonamentalment una missa a sis veus, però les combinacions de veu varien durant l'obra. Igual que en moltes obres contrapuntístiques de Palestrina, les veus es mouen principalment en un moviment pas a pas, i la veu principal segueix estrictament les regles de les maneres diatòniques codificades pel teòric Gioseffo Zarlino.

## Història

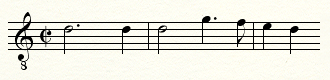
Motiu principal de la Missa Papae Marcelli en la seva primera aparició en el "Kyrie".

La missa va ser composta en honor de Papa Marcel II, qui va ser Papa durant tres setmanes el 1555. Els erudits actuals suggereixen que la data més probable de la composició és 1562, quan va ser copiada a un manuscrit en la Basílica di Santa Maria Maggiore a Roma.
Les sessions tercera i de clausura del Concili de Trento van succeir en els anys 1562 i 1563, i un dels temes tractats és el de l'ús de la música polifònica dins l'Església catòlica. L'interès residia en dues qüestions: primer, l'ús de música inacceptable, com les cançons seculars proporcionades amb lletres religioses (contrafacta) o les misses basades en cançons amb lletres sobre el beure i el galanteig; i segon, si la imitació dins la música polifònica tapava les paraules de la missa, interferint amb la devoció del que escolta. Es va debatre si la polifonia hauria de ser prohibida en el culte, i alguns de les publicacions auxiliars realitzades per assistents al Concili adverteixen davant aquests problemes. Així i tot, cap de les proclamacions oficials del Concili esmenta la música polifònica, exceptuant un mandat contra l'ús de música que era, en les paraules del Concili, "lasciva o impura".
A finals del segle segle xvi, va circular una llegenda sobre el segon d'aquests punts: l'amenaça que la polifonia podria haver estat prohibida pel Concili a causa de la poca intel·ligibilitat de la lletra de les cançons, es va relacionar amb aquesta missa de Palestrina. Es deia que l'estil senzill, i declamatori de la Missa Papae Marcelli va convèncer el cardenal Carles Borromeo que aquella polifonia podia ser intel·ligible, i que música com la de Palestrina era massa bella per prohibir-la a l'Església. En 1607, el compositor Agostino Agazzari va escriure:
| « | Els músics jesuïtes del segle xvii van mantenir aquest rumor, i van obrir camí a la seva manera en els llibres d'història de la música del segle xix, quan l'historiador Giuseppe Baini, en la seva biografia de Palestrina de 1828, el va aclamar com el "salvador de la polifonia "d'un concili que desitjava aniquilar-la completament | » |
| — Taruskin, Richard, i Weiss, Piero. Music in the Western World:A History in Documents. Schirmer, 1984, p. 141. | |   |

Una anotació en els diaris de capella papals confirma que una reunió com la descrita per Baini va succeir, però cap esment es fa de si la Missa Papae Marcelli va ser interpretada allà o quina fou la reacció de l'audiència. Aquesta llegenda va persistir durant el segle xx. L'òpera de Hans Pfitzner titulada Palestrina està basada en aquest malentès i en les deliberacions del Concili tridentí.